# Lipinia macrotympanum
Lipinia macrotympanum — вид сцинкоподібних ящірок родини сцинкових (Scincidae). Ендемік Індії.

## Поширення і екологія
Lipinia macrotympanum мешкають на Андаманських островах, зокрема на Північному, Середньому і Південному Андамані та на архіпелазі Річі, а також на Великому і Малому Нікобарі в архіпелазі Нікобарських островів.